# Episodi di Maggie & Bianca Fashion Friends (seconda stagione)
La seconda stagione della serie televisiva Maggie & Bianca Fashion Friends è andata in onda su Rai Gulp alle ore 20:00 divisa in due parti: la prima parte è stata trasmessa dall'11 gennaio al 17 gennaio 2017; la seconda parte dal 12 febbraio al 18 febbraio 2017.
| №  | Titolo                        | Prima TV         |
| -- | ----------------------------- | ---------------- |
| 1  | Un inizio da... incubo        | 11 gennaio 2017  |
| 2  | Il popolo dei fashion blogger | 11 gennaio 2017  |
| 3  | I poli opposti                | 12 gennaio 2017  |
| 4  | Qualcosa di Go.Zy.            | 12 gennaio 2017  |
| 5  | Il talento nascosto           | 13 gennaio 2017  |
| 6  | Ai ferri corti                | 13 gennaio 2017  |
| 7  | A ognuno la sua storia        | 14 gennaio 2017  |
| 8  | Cavalieri e principesse       | 14 gennaio 2017  |
| 9  | Il retro del book             | 15 gennaio 2017  |
| 10 | Super poteri                  | 15 gennaio 2017  |
| 11 | Missione amicizia             | 16 gennaio 2017  |
| 12 | Questioni di particolari      | 16 gennaio 2017  |
| 13 | Il gran gala                  | 17 gennaio 2017  |
| 14 | Lontano dai guai              | 12 febbraio 2017 |
| 15 | Bianca dov'è?                 | 13 febbraio 2017 |
| 16 | Reality                       | 13 febbraio 2017 |
| 17 | Estranei in accademia         | 14 febbraio 2017 |
| 18 | Intorno al futuro             | 14 febbraio 2017 |
| 19 | #staypositive                 | 15 febbraio 2017 |
| 20 | Mamma in arrivo!              | 15 febbraio 2017 |
| 21 | Caos creativo                 | 16 febbraio 2017 |
| 22 | Non c'è trucco senza inganno  | 16 febbraio 2017 |
| 23 | Peggio è il nuovo meglio      | 17 febbraio 2017 |
| 24 | Provaci ancora, Maggie!       | 17 febbraio 2017 |
| 25 | Una strana famiglia           | 18 febbraio 2017 |
| 26 | Il musical                    | 18 febbraio 2017 |